# Бадр ад-Дин Лулу
Бадр ад-Дин Лулу (иначе Бадр ад-Дин Лулу ар-Рахим, иначе Лулу, иначе Бадр ад-Дин Лулу ибн Абдаллах) (1160-е — 1259 год) — правитель Мосула (регент в 1211 — 1222, малик в 1222—1259 годы), армянского происхождения.
В качестве правителя Мосула стал преемником Зангидов. Сначала Бадр ад-Дин признавал верховенство халифа, но после появления монголов переориентировался на них. Его капитуляция перед монголами спасла Мосул от тех разрушений, которые испытали другие города Месопотамии. Благодаря политике лавирования Бадр ад-Дин смог захватить Нисибин, Синджар. 

## На пути к власти
Бадр ад-Дин Лулу был гулямом (рабом) мосульского эмира Арслан-шаха I из династии Зангидов. В конце своего правления Арслан-шах I пытался захватить у своего двоюродного брата Кутб ад-Дина Мухаммада принадлежащий тому Синджар, но потерял армию.
Арслан-шах I умер в 1211 году. Его сын Масуд II ибн Арслан-шах правил Мосулом в 1211 — 1218 годы. Так как сыну Масуда II — Арслан-шаху II было всего 10 лет то регентом при нем и фактическим правителем стал Бадр ад-Дин Лулу. Оповестив о этом вассалов и получив одобрение у багдадского халифа Бадр ад-Дин начал править. Но на владения малолетнего правителя позарились соседи — его дядя Имад-ад-дин Зенги, правитель крепостей Акр и Шуш и Музаффар-ад-дин Ирбильский. Им удалось захватить крепости Хаккар и Завзан. После вмешательства Аль-Ашрафа, к которому обратился Бадр ад-Дин за помощью (был прислан отряд Айбека), войско нападавших было разбито и заключен мир.
В 1219 году умер Арслан-шах II и его трехлетний брат Махмуд Насир ад-дин был Бадр ад-Дином Лулу провозглашен новым атабеком Мосула. Имад-ад-дин вновь попытался захватить Мосул. Воспользовавшись тем, что Бадр ад-дин направил часть войск во главе со своим сыном на помощь Аль-Ашрафу и его брату Аль-Камилю в Египет Имад-ад-дин двинулся в поход. Бадр ад-Дин отозвал войска Айбека находившиеся в Нисибине. Недалеко от Мосула войска Имад-ад-дина и Музаффар-ад-дина Ирбильского встретились с противниками и вновь состоялось сражение. Айбек смог разбить Имад-ад-дина, воевавшего на левом фланге, но Музаффар-ад-дин воевавший в центре разбил Бадр ад-дина. После битвы Музаффар-ад-дин ушел в Ирбиль и вновь был заключен мир.

## Султан
В 1222 году после смерти правителя Мосула Махмуда Бадр ад-Дин Лулу стал султаном. Недовольный этим Имад-ад-дин (из династии Зангидов), владевший крепостями Акр и Шуш, стал вассалом и приближенным атабека Узбека. Лишь после длительной осады Бадр ад-Дину удалось вернуть Шуш.
В 1230 году во время завоеваний Джелал ад-Дина Манкбурны на Ближнем Востоке к нему прибыли послы аль-Мустансира они просили, чтобы Джелал ад-Дин не требовал подчинения у Бадр ад-Дина Лулу (правящего Мосулом), Музаффар ад-Дина (правившего Ирбилом), Шихаб ад-дина и Имад ад-Дина Пахлавана (правителя ал-Джибала) так как они являются вассалами халифа.
В 1237 году правитель Диярбакыра ал-Малик ас-Салих поссорился из-за жалования и прогнал нанятых в 1236 году хорезмийцев. Те завладели казной ал-Малика ас-Салиха и заставили его бежать в Синджар. Там Бадр ад-Дин Лулу напал на ал-Малика ас-Салиха и осадил город. Ал-Малик ас-Салих просил пощады у Бадр-Дина Лулу, но тот отверг мирные предложения и обещал, что когда захватит ал-Малика в плен, то привезёт его в железной клетке в Багдад. Но ал-Малик помирился с хорезмийцами и разбил Бадр ад-Дина. Хорезмийцы в награду получили города Харран и ар-Руху В 1240 году ал-Малик ас-Салих захватил Египет оставив хорезмийцев без покровителя. Бадр ад-Дин воспользовался этим и в этом же году захватил Синджар, а затем в союзе с хорезмийцами пытался захватить Халеб.
В 1245 году признал власть монголов. От Менгу-каана он получил ярлык и пайцзу. Благодаря такой политике по отношению к монголам Бадр ад-Дин смог захватить Нисибин.
В 1257 году, желая укрепить свою власть в Египте, руки дочери Бадр ад-Дина просил мамелюкский султан Айбек. Но об этом узнала жена Айбека — Шаджар ад-Дурр и приказала убить мужа.
В 1258 году готовя поход на Багдад Хулагу направил Урукту-нойона взять Ирбиль. Урукту-нойон сам не смог захватить крепость и обратился за помощью к Бадр ад-Дину. Отпустив войско Урукту-нойон на лето в Тебриз, Бадр ад-Дин склонил гарнизон Ирбиля к сдаче. Гарнизон был отпущен в Сирию, а крепость разрушена.
1 августе 1258 года (после захвата монголами Багдада) Бадр ад-Дин прибыл с победой ко двору Хулагу. Хан, планировавший поход в Сирию, был доволен победами своих войск и полученными богатствами. Хулагу оказал почет Бадр ад-Дину (которому было больше 90 лет) и 8 августа 1258 года отпустил домой.
В 1259 году для похода на Сирию Хулагу призвал и мосульское войско. Но так как хан уважительно относился к возрасту Бадр ад-Дина — войско возглавил его сын ас-Салих. Прибыв в стан Хулагу сын Бадр ад-Дина Салих женился на дочери Джелал ад-Дина Манкбурны.

## Смерть и наследство
В 1259 году Бадр ад-Дин Лулу умер. Он прожил до 96 лет. Султаном Мосула Хулагу утвердил сына Бадр ад-Дина — Рукн ад-Дина Исмаила ас-Салиха.
Кроме Рукн ад-Дина Исмаила ас-Салиха правившего в 1259—1262 годы в Мосуле и Синждаре, к сыновьям Бадр ад-Дина относят:
- Ала ад-Дин Али правил в Синджаре в 1259 году
- Сайф ад-Дин Исхак правил в Джазирате Ибн Умаре в 1259—1262 годы[3].

После переориентации Рукн ад-Дина Исмаила ас-Салиха на мамелюков владения наследников Бадр ад-Дина были завоеваны монголами.